# Доня Вишніця
Доня Вишніця (хорв. Donja Višnjica) — населений пункт у Хорватії, у Вараждинській жупанії у складі міста Лепоглава.

## Населення
Населення за даними перепису 2011 року становило 542 осіб.
Динаміка чисельності населення поселення:

## Клімат
Середня річна температура становить 9,72 °C, середня максимальна – 23,41 °C, а середня мінімальна – -5,89 °C. Середня річна кількість опадів – 1052 мм.
| Клімат поселення                              | Клімат поселення | Клімат поселення | Клімат поселення | Клімат поселення | Клімат поселення | Клімат поселення | Клімат поселення | Клімат поселення | Клімат поселення | Клімат поселення | Клімат поселення | Клімат поселення | Клімат поселення |
| Показник                                      | Січ.             | Лют.             | Бер.             | Квіт.            | Трав.            | Черв.            | Лип.             | Серп.            | Вер.             | Жовт.            | Лист.            | Груд.            |                  |
| Середній максимум, °C                         | 5,62             | 7,09             | 11,10            | 15,29            | 20,20            | 23,41            | 22,44            | 21,83            | 17,89            | 12,92            | 7,63             | 4,08             |                  |
| Середня температура, °C                       | −0,14            | 1,35             | 5,35             | 9,53             | 14,45            | 17,64            | 19,37            | 18,78            | 14,82            | 9,85             | 4,58             | 1,01             |                  |
| Середній мінімум, °C                          | −5,89            | −4,41            | −0,4             | 3,78             | 8,68             | 11,89            | 16,31            | 15,72            | 11,75            | 6,80             | 1,51             | −2,04            |                  |
| Норма опадів, мм                              | 48               | 53               | 73               | 82               | 90               | 122              | 110              | 105              | 98               | 99               | 98               | 74               |                  |
| Середньомісячна швидкість вітру, м/с          | 1.80             | 2.00             | 2.38             | 2.40             | 2.29             | 2.00             | 1.96             | 1.78             | 1.78             | 1.86             | 1.93             | 1.90             |                  |
| Середньомісячна сонячна радіація, кДж/м²·день | 4127             | 6828             | 10522            | 14765            | 18767            | 20644            | 21235            | 18412            | 13620            | 8602             | 4594             | 3266             |                  |
| --------------------------------------------- | ---------------- | ---------------- | ---------------- | ---------------- | ---------------- | ---------------- | ---------------- | ---------------- | ---------------- | ---------------- | ---------------- | ---------------- | ---------------- |
| Джерело:                                      |                  |                  |                  |                  |                  |                  |                  |                  |                  |                  |                  |                  |                  |